# Marion Michelle Koblitz
Marion Michelle Koblitz (Cleveland, 19 juni 1913 - Villiers-Adam, 30 april 2007) was een Amerikaanse fotografe. In Nederland kreeg ze bekendheid doordat ze tussen 1944 en 1951 de partner was van de Nederlandse filmmaker Joris Ivens.

## Jeugd
Marion Michelle Koblitz werd op 19 juni 1913 geboren in Cleveland, in de Amerikaanse staat Ohio. Ze groeide op in een liberaal gezin. Haar vader was advocaat en hielp vluchtelingen uit het Derde Rijk om naar de Verenigde Staten te komen, onder wie de bekende kunstenaar Bertolt Brecht en componist Hanns Eisler. In de jaren dertig studeerde Marion letterkunde aan de universiteiten van Wisconsin en Chicago. Tijdens haar studentenleven maakte zij met haar ouders een reis naar de Sovjet-Unie.

## Loopbaan
Na haar studie afgerond te hebben zei Marion de academische wereld vaarwel. Ze verhuisde naar New York en werd fotografe. Ze werd aangenomen op de filmset van Native Land, een sociale documentaire van Leo Hurwitz en Paul Strand over de mensenrechten van vakbondsleden in de VS.
Na afloop van de draaidagen vroeg Strand, die wordt beschouwd als een van de grondleggers van de modernistische fotografie, Koblitz om hem te vervangen als fotograaf voor een reportage over het Mexicaanse onderwijs. Deze opdracht kwam van de regering van dat land.

## Relatie met Joris Ivens
Tijdens de Tweede Wereldoorlog werkte Koblitz op de censuurafdeling van het Office of War Information Bureau of Motion. In 1944 ontmoette ze bij toeval in de lift van het Taft Building in Los Angeles Joris Ivens. Hij was destijds in Hollywood werkzaam als adviseur bij verschillende filmprojecten.
Toen Joris Ivens op 7 maart 1945 voor een filmproject van de Nederlandse overheid in San Francisco op een vliegtuig stapte, reisde ze hem per boot achterna. In Australië maakte Koblitz deel uit van de filmploeg van Ivens. De taak van de filmploeg was om de bevrijding van Nederlands-Indië te verfilmen na de overgave van de Japanners. Dit liep echter heel anders.
Indonesië riep in augustus 1945 haar onafhankelijkheid uit. In de havens van Sydney begonnen de havenarbeiders het werk neer te leggen om zo de Nederlandse schepen met munitie tegen te houden. Deze boycotactie bleef jarenlang aanhouden en was essentieel in de strijd voor de Indonesische onafhankelijkheid. Marion begon in oktober 1945 de eerste beelden te maken van deze boycotacties, waarmee ze de basis legde voor de documentaire Indonesia Calling!.
Na hun tijd in Australië reisden Koblitz en Ivens door de Oostbloklanden Tsjecho-Slowakije, Bulgarije, Polen en Joegoslavië. Hier schoten zij een film over de opbouw van het socialisme in deze landen. Marion schreef het scenario en filmde de scènes uit The First Years. In deze periode liep de relatie tussen de fotografe en de filmmaker stuk. Koblitz trouwde in de jaren vijftig met de Fransman Jean Guyard, een oud-verzetsstrijder, belastingambtenaar en surrealistisch schilder.
Vanaf 1956 woonde Koblitz in Parijs. In haar laatste jaren pendelde ze heen en weer tussen haar woning in Parijs en haar huis in het landelijke Villiers-Adam, ten noorden van de Franse hoofdstad. Op 30 april 2007 overleed zij op drieënnegentige leeftijd in een Frans ziekenhuis.
Bronnen
- Martin Bossenbroek, Fout in de Koude Oorlog: Nederland in tweestrijd, 1945-1989
- http://www.hansschoots.nl/nieuws/nieuws3.html
- https://www.ivens.nl/